# Бусери (река)
Бусери је река у Јужном Судану у вилајету Западна Екваторија и Западни Бахр ел Газал. Извире на планинском венцу Азандски праг, у близини границе са Централноафричком Републиком. Тече правцем југозапад-североисток на дужини од око 350 km, до ушћа у реку Џур код града Вава. Прима две важније притоке — Вав и Нуматину.